# Salebrifacies czurkini
Salebrifacies czurkini är en tvåvingeart som beskrevs av Shatalkin 1993. Salebrifacies czurkini ingår i släktet Salebrifacies och familjen lövflugor. Inga underarter finns listade i Catalogue of Life.